# Odontochelys semitestacea
L'odontochelide (Odontochelys semitestacea) era una tartaruga preistorica, la più antica finora rinvenuta. Visse nel Triassico superiore (circa 220 milioni di anni fa), e i suoi resti sono stati ritrovati in Cina.

## Descrizione
Rispetto alle tartarughe attuali, l'odontochelide possedeva alcune caratteristiche insolite e primitive. Le moderne tartarughe, infatti, possiedono un becco corneo e sono sprovviste di denti; Odontochelys, invece, possedeva denti sia nella mascella superiore che in quella inferiore. Una delle caratteristiche più notevoli delle tartarughe è, ovviamente, lo scudo osseo che forma un carapace coprente tutto il dorso dell'animale; questa tartaruga primitiva possedeva solo la parte inferiore del carapace, il piastrone. Non possedeva ancora un carapace solido, come la maggior parte delle tartarughe successive. Odontochelys possedeva costole allargate simili a quelle degli embrioni delle odierne tartarughe, che non hanno ancora iniziato a sviluppare le piastre ossificate del carapace.
Oltre alla presenza di denti e l'assenza del carapace, vi sono altri elementi scheletrici che distinguono l'odontochelide dalle altre tartarughe. Ad esempio, i punti di articolazione tra le costole dorsali e le vertebre sono decisamente differenti rispetto a quelli delle tartarughe successive. Il cranio dell'odontochelide, inoltre, era maggiormente allungato nella regione dietro gli occhi, mentre la coda era più lunga. Queste e altre caratteristiche minori sono ritenute essere estremamente primitive rispetto a tutte le altre tartarughe e, perciò, l'odontochelide è considerata un fossile di transizione.

## Habitat

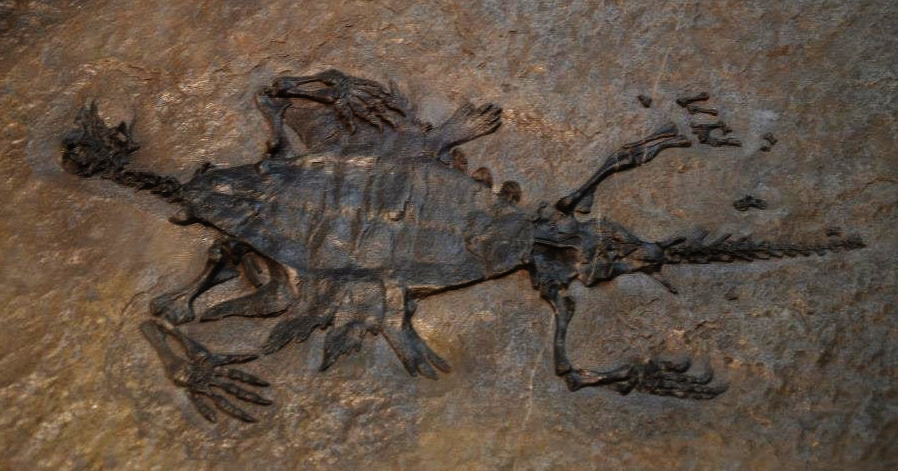
Fossile di Odontochelys semitestacea

È probabile che l'odontochelide fosse acquatica, dal momento che gli esemplari noti sono stati ritrovati in depositi marini, accanto a conodonti e ammoniti. Si presume che questa tartaruga primitiva frequentasse acque marine poco profonde vicine alla riva.

## Significato del nome
Il nome specifico, Odontochelys semitestacea, significa letteralmente "tartaruga dentata con un guscio a metà", ed è stato scelto per mettere in risalto le sue principali caratteristiche.